# فهرست دانشگاه‌های ارمنستان
در زیر فهرست دانشگاه‌های ارمنستان آورده شده‌است:
- دانشگاه ملی ارمنستان[الف]
- انستیتو دولتی فرهنگ سلامت و ورزش پرورش اندام ارمنستان[ب]
- دانشگاه دولتی علوم پرورشی خاچاطور آبوویان ارمنستان[پ]
- دانشگاه دولتی اقتصاد ارمنستان[ت]
- فرهنگستان دولتی مدیریت بحران[ث]
- دانشگاه پلی‌تکنیک ارمنستان[ج]
- کنسرواتوار دولتی کومیتاس ایروان
- انستیتو دولتی سینما و تئاتر ایروان
- دانشگاه دولتی زبان‌ها و علوم اجتماعی بروسوف ایروان
- دانشگاه پزشکی دولتی ایروان[چ]
- دانشگاه دولتی ایروان[ح]
- دانشگاه ملی معماری و شهرسازی ارمنستان[خ]

خارج از ایروان
- دانشگاه دولتی گاوار[د]
- دانشگاه دولتی گوریس[ذ]
- دانشگاه بین المللی نورث وست[ر]()

()
- دانشگاه دولتی شیراک[ز]
- دانشگاه دولتی وانادزور[ژ]
- آکادمی نظامی مونته ملکونیان[س]
- [ش]
- دانشگاه نظامی وازگن سارگسیان[ص]
- دانشکده بین المللی علوم و فنون آروند[ض]

### Seminaries (affiliated with theMother See of Holy Etchmiadzin)
- دانشکده علوم الهی گئورگیان (theological university)
- آکادمی الهیات واسکنیان (theological seminary)[ط]
- en:European Regional Academy[ظ]
- en:Fondation Université Française en Arménie[ع]
- فرهنگستان ملی علوم ارمنستان
- [غ]
- دانشگاه[ف]
- [ق]
- دانشگاه آمریکایی ارمنستان[ک]
- [گ]
- دانشکده تجارت انگلیسی ارمنستان[ل]
- انستیتو قفقاز[م]
- دانشگاه فرهنگی ایروان
- مرکز آموزشی حسابداری بین‌المللی[ن]
- دانشگاه کشاورزی ایروان
- دانشگاه روابط بین‌الملل آنانیا شیراکاتسی[و]
- انستیتو پزشکی ارمنیان[ه]
- دانشگاه اقتصاد و حقوق آوتیک مکرتچیان[ی]
- انستیتو علوم پزشکی و روانشناسی آزپات-وتران[اا]
- دانشگاه گالیک
- دانشگاه گلادرور ایروان
- دانشگاه هایبوساک ایروان
- انستیتو هرازدان[اب]
- انستیتو ایروان[اپ]
- دانشگاه آنانیا شیراکاتسی[ات]
- دانشگاه زبان‌شناسی[اث]
- دانشگاه روابط اقتصاد خارجی [اج]
- دانشگاه مسروپ ماشتوتس
- آکادمی مالی ام‌اف‌بی[اچ]
- دانشگاه بین‌المللی مخیتار گُش[اح]
- دانشگاه موسس خورناتسی
- آکادمی ملی هنرهای زیبا[اخ]
- دانشگاه شمالی ایروان
- دانشگاه توسعه گیومری
- انستیتو سیونیک[اد]
- دانشگاه [اذ]
- دانشگاه روانشناسی و جامعه‌شناسی اورارتو[ار]
- دانشگاه فرهنگ ایروان
- دانشگاه یوسی‌ای‌ال[از]
- انستیتو تربیتی ویکتور هامبارتسومیان
- دانشگاه مدیریت ایروان
- دانشگاه طب سنتی ایروان[اژ]

## Uncredited
- دانشگاه لوون اوربلی آبوویان
- انستیتو پزشکی آمیردولات آماسیاتسی
- انستیتو بوم‌شناسی، علوم اقتصادی و حقوق ارمنیان[اس]
- دانشگاه گیتلیک
- دانشگاه گریگور لوساووریچ
- دانشگاه مانتس
- دانشگاه پزشکی ترزای مقدس

## قرون وسطی
- صومعه ساناهین (سده‌های ۱۰ام-۱۱ام)
- صومعه تاتو (سده‌های ۱۴ام-۱۵ام)
- دانشگاه گلادزور[اش] ‏ (۱۳ام-۱۴ام)

## توضیحات
1. ↑  Armenian National Agrarian University
2. ↑  Armenian State Institute of Physical Culture
3. ↑  Armenian State Pedagogical University
4. ↑  Armenian State University of Economics
5. ↑  Crisis Management State Academy
6. ↑  National Polytechnic University of Armenia
7. ↑  Yerevan State Medical University
8. ↑  Yerevan State University
9. ↑  National University of Architecture and Construction of Armenia
10. ↑  Gavar State University
11. ↑  Goris State University
12. ↑  Northwest International University
13. ↑  Shirak State University
14. ↑  Vanadzor State University
15. ↑  Monte Melkonian Military College
16. ↑  National Institute of Strategic Studies, named after Drastamat Kanayan
17. ↑  Vazgen Sargsyan Military University
18. ↑  Arvand International College of Science and Technology
19. ↑  Vaskenian Theological Academy
20. ↑  European Regional Academy
21. ↑  Fondation Université Française en Arménie
22. ↑  Moscow State University of Economics, Statistics, and Informatics (MESI), Yerevan Branch
23. ↑  Russian-Armenian (Slavonic) University
24. ↑  Ternopil National Economic University Scientific-Educational Centre in Yerevan
25. ↑  American University of Armenia
26. ↑  Armenian Institute for Tourism, Branch of the Russian International Academy for Tourism (RIAT)
27. ↑  British School of Business Armenia
28. ↑  Caucasus Institute
29. ↑  International Accountancy Training Center
30. ↑  Anania Shirakatsi University of International Relations
31. ↑  Armenian Medical Institute
32. ↑  Avetik Mkrtchyan University of Economy and Law
33. ↑  Azpat-Veteran Institute of Forensic Science and Psychology
34. ↑  Humanitarian Institute
35. ↑  Humanitarian Institute
36. ↑  Imastaser Anania Shirakatsi
37. ↑  Interlingua Linguistic
38. ↑  Martig University of Foreign Economic Relations
39. ↑  MFB Financial Academy
40. ↑  Mkhitar Gosh Armenian-Russian International
41. ↑  National Academy of Fine Arts
42. ↑  Syunik Institute
43. ↑  of Financial-Banking and Stock Markets
44. ↑  Urartu University of Psychology and Sociology
45. ↑  USEL University
46. ↑  Yerevan University of Traditional Medicine
47. ↑  Armenian Institute of Ecology, Economics and Law
48. ↑  University of Gladzor